# Matteo Gennaro Testa Piccolomini
Matteo Gennaro Testa Piccolomini (Napoli, 21 settembre 1708 – 6 aprile 1782) è stato un arcivescovo cattolico italiano.

## Biografia
Mons. Piccolomini fu inizialmente avvocato, poi sacerdote (ordinato nel 1740), missionario e canonico della cattedrale di Napoli. Nel 1761 fu promosso alla sede arcivescovile di Reggio Calabria, dalla quale si dimise nel 1766 per motivi di salute; fu poi assegnato alla sede arcivescovile titolare di Cartagine. Nel 1772 fu nominato membro della Giunta degli Abusi, e dal 1774 cappellano maggiore del Regno di Napoli. Divenne in seguito anche prefetto dei Regi Studi, presidente del Tribunale Misto e membro della Giunta del Real Albergo dei Poveri.
Dovette far fronte alla grave carestia che nel 1763 colpì il Regno e la stessa Reggio Calabria. Uno dei suoi obiettivi fu il recupero del seminario, costruendo un nuovo edificio progettato dal colonnello Poullet, per i cui lavori vennero adoperati anche dei condannati ai lavori forzati.
Fu sepolto nell'Oratorio della Compagnia dei Bianchi della Giustizia a Napoli.

## Pubblicazioni
- Missioni fatte per ordine del Cardinale Spinelli in diocesi di Napoli, Napoli, 1741-1742.

## Genealogia episcopale
La genealogia episcopale è:
- Cardinale Scipione Rebiba
- Cardinale Giulio Antonio Santori
- Cardinale Girolamo Bernerio, O.P.
- Arcivescovo Galeazzo Sanvitale
- Cardinale Ludovico Ludovisi
- Cardinale Luigi Caetani
- Cardinale Ulderico Carpegna
- Cardinale Paluzzo Paluzzi Altieri degli Albertoni
- Papa Benedetto XIII
- Papa Benedetto XIV
- Papa Clemente XIII
- Cardinale Enrico Benedetto Stuart
- Arcivescovo Matteo Gennaro Testa Piccolomini